# آتونئوم
آتونئوم (انگلیسی: Autoneum) شرکت خودروسازی سوئیسی است، که در سال ۲۰۱۱ تأسیس شد.